# محوطه ده قاضی ۱
محوطه ده قاضی ۱ مربوط به هزاره سوم قبل از میلاد - دوره اشکانیان است و در شهرستان ایرانشهر، بخش بمپور، راه خاکی جهاد واقع در ۶ کیلومتری غرب شهر بمپور واقع شده و این اثر در تاریخ ۳۰ بهمن ۱۳۸۶ با شمارهٔ ثبت ۲۱۱۷۳ به‌عنوان یکی از آثار ملی ایران به ثبت رسیده است.